# Японские посольства к династии Мин
Японские посольства к Мин (яп. 遣明使 кэндзуймин) — пять посольств Японии к китайской династии Мин, отправленные между 1401 и 1549 годами.

## История
Японские миссии в Минский Китай представляют собой объект для изучения и оценки отношений между Китаем и Японией в XVI—XVII веках. Характер этих двусторонних контактов включал политическое и церемониальное признание, а также культурные обмены. Эволюция дипломатических связей сопровождалась ростом торговых связей, которые со временем росли.
В период с 1401 по 1547 год из Японии в Китай прибыло до двадцати торговых миссий. Все эти миссии возглавлялись высокопоставленными дзен-буддистскими монахами из киотосских монастырей системы Годзан (京都五山 Киото годзан) или «пяти гор»: Нандзэн-дзи, Тэнрю-дзи, Сёкоку-дзи, Кэннин-дзи, Тофуку-дзи и Мандзю-дзи.
| Год       | Отправитель      | Посол                      | Получатель | Цель       | Примечания |
| --------- | ---------------- | -------------------------- | ---------- | ---------- | --- |
| 1401—1402 | Асикага Ёсимоти  | Соа                        | Юнлэ       | Неизвестна | Официальное дипломатическое письмо, переданное императору Китая, сопровождалось подарком в 1000 унций золота и различных предметов; вернулся с послами Мин Тяньлунь Даои (天倫道彝) и Ян Иру (庵如).      |
| 1403—1404 | Асикага Ёсимоти  | Кэнтю Кэймицу              | Юнлэ       | Неизвестна | Кэймицу был главным настоятелем монастыря Тенрю-дзи. Группа миссии возвратилась с послами Мин Чжао Юренем (趙居任) и Чжан Хун (洪洪); также сопровождаемый монахом Даочэном (道成); передал «записи Юнлэ» |
| 1404—1405 | Асикага Ёсимоти  | Мёсицу Бонрё               | Юнлэ       | Неизвестна | Первое счётное судно, вернувшееся с послом Мин Юй Шицзи (俞士吉). |
| 1405—1406 | Асикага Ёсимоти  | Минамото но Митиката       | Юнлэ       | Неизвестна | По приказу минского императора репатриированы захваченные китайские пираты; вернулись с послами Мин Пань Ци (潘賜) и Ван Цзинем (王 王)                                                                   |
| 1406—1407 | Асикага Ёсимоти  | Кэнтю Кэймицу              | Юнлэ       | Неизвестна | Дань миссии благодарности Мин; вернулся с послом Мин. |
| 1407      | Асикага Ёсимоти  | Кэнтю Кеймицу              | Юнлэ       | Неизвестна | С посольством из 73 человек Кеймицу заплатил дань и вернул захваченных пиратов. |
| 1408—1409 | Асикага Ёсимоти  | Кэнтю Кэймицу              | Юнлэ       | Неизвестна | Большая группа миссии состояла из 300 человек; Кэймицу заплатил дань, предложил захваченных пиратов и вернулся с послом Мин Чжоу Цюаньюем (周全全).                                                       |
| 1410—1411 | Асикага Ёсимоти  | Кэнтю Кэймицу              | Юнлэ       | Неизвестна | Принёс весть об установке сёгуна Ёсимоти; вернулся с послом Мин Ван Цзинем. |
| 1433—1434 | Асикага Ёсинори  | Рюсицу Дэн                 | Сюаньдэ    | Неизвестна | Посольство из 220; возвратился с записями Сюаньдэ; в сопровождении послов Мин Пан Ци и Лэй Чунем (雷春).                                                                                                  |
| 1435—1436 | Асикага Ёсинори  | Дзотю Тусэй                | Чжэнтун    | Неизвестна | Вернулся с остальными записями Юнлэ. |
| 1453—1454 | Асикага Ёсимаса  | Тоё Импо                   | Цзинтай    | Неизвестна | Посольство из 1200 (350 дошли до столицы); вернулся с записями Цзинтая. |
| 1468—1469 | Асикага Ёсимаса  | Тэнё Сэйкэй                | Чэнхуа     | Неизвестна | Вернул записи Цзинтая в Мин и вернулся с записями Ченхуа. |
| 1477—1478 | Асикага Ёсихиса  | Дзикухо Мёбо               | Чэнхуа     | Неизвестна | Посольство из 300. |
| 1484—1485 | Асикага Ёсихиса  | Рёхаку Суй                 | Чэнхуа     | Неизвестна | |
| 1495—1496 | Асикага Ёсидзуми | Рёхаку Суй                 | Хунчжи     | Неизвестна | Вернулся с записями Хунчжи. |
| 1509      | Асикага Ёситанэ  | Сун Суцин                  | Чжэндэ     | Неизвестна | Одиночная миссия Хосокавы. |
| 1511—1513 | Асикага Ёситанэ  | Рёан Кэйго                 | Чжэндэ     | Неизвестна | Групп из 600 человек; вернулся с записями Чжэнде; возвратил оставшиеся записи эпох Цзинтай и Чэнхуа. |
| 1523      | Асикага Ёсихару  | Сосэцу Кэндо, Ранко Дзуйса | Цзяцзин    | Неизвестна | У Оути было более 100 людей в группе; у Хосокавы более 100; каждый домен прислал своего главного посла; группы разграбили Нинбо.                                                                          |
| 1539—1541 | Асикага Ёсихару  | Косин Сэкитэй              | Цзяцзин    | Неизвестна | Группа из 456; одиночная миссия Оути. |
| 1547—1549 | Асикага Ёситэру  | Сакуген Сурё               | Цзяцзин    | Неизвестна | Группа из 637; судно Оути; вернул записи эпох Хунчжи и Чжэндэ. |